# 川越運動公園
川越運動公園（かわごえ うんどうこうえん）は、埼玉県川越市下老袋に所在する運動公園。

## 概要
川越市市制施行60周年記念事業企画委員会の答申をうけ、記念建設事業として1982年から整備に着手した。
1992年9月に陸上競技場が開設された。1995年3月には総合体育館が開設されて、2000年度に完成した。市民スポーツの拠点となっている。
2006年4月より財団法人川越市施設管理公社が指定管理者となり、管理運営に当たっている。2011年の利用者数は下記の通り。
| 施設名       | 人数    |
| ------------ | ------- |
| 陸上競技場   | 57,237  |
| 総合体育館   | 161,335 |
| テニスコート | 56,323  |

## 施設

### 陸上競技場
- トラック 400m×8レーン（ウレタン舗装）
- インフィールド 106m×70m（高麗芝）
- 観客席数 - メインスタンド 4,500人、芝生スタンド 4,000人 合計 8,500人。他に車椅子席 22席。

以前は日本陸上競技連盟第2種公認だったがレーン幅の国際基準が1.25mから1.22mに変更になったためトラックの全面改修など大規模な改修工事となり多額の改修費用が必要であるため改修を断念　そのため2022年4月14日をもって公認が取り消された。

### 総合体育館
- メインアリーナ
  - 面積 2,537m2
  - 利用可能数 - バレーボール 3面、バスケットボール 2面、バドミントン 10面、卓球20台など
  - 観客席数 - 固定席 976人、可動席 1,296人 合計 2,272人
  - 1周214.5mのランニングコースあり
- サブアリーナ
  - 面積 631.65m2
  - 利用可能数 - バレーボール 1面、バスケットボール 1面、バドミントン 3面、卓球10台など
- 武道場1（床面は白木）
  - 面積 383.4m2
- 武道場2（畳）
  - 面積 383.7m2
- 弓道場 5-6人立
- トレーニングルーム

### テニスコート
- 人工芝コート12面（照明施設は6面）
- 壁打ち練習コート2面
- 観客席数 - 固定席 950人、芝生席350人 合計1,300人

### その他
- 自由広場

## 主な大会・イベント

### 陸上競技場
- オープニングイベントとして、1992年9月27日にヤマザキナビスコカップ（三菱浦和FC対日産FC横浜マリノス）の公式戦が行われた。
- 同じく10月4日には、川越市民ピック（市民参加の運動会）が開催された。
- 年間数試合WEリーグのASエルフェン埼玉の主催試合が行われる[6]。

### 総合体育館
- オープニングイベントとして、1995年3月26日にNECブルーロケッツ対富士フイルム・プラネッツの招待試合が行われた。
- Vプレミアリーグのパイオニアレッドウィングスは、川越市をサブホームタウンとしており[7]、これまでにパイオニアのホームゲームとしてプレミアリーグの大会が開催されている[8]。
- 2008年のインターハイでは、バレーボールの試合会場となった[9]。

## 交通アクセス
- JR川越線・東武東上線川越駅または西武新宿線本川越駅、川越線南古谷駅よりバス、「川越運動公園」バス停下車。